# Slovenska demokratska mladina
Slovenska demokratska mladina (kratica SDM) je slovenska mladinska politična organizacija, ki je podmladek Slovenske demokratske stranke (SDS). SDM je bila ustanovljena 31. oktobra 1989, trenutno v okviru SDS združuje več kot 3000 članov v starosti od 15 do 30 let.

## Organizacija
SDM deluje preko svojih občinskih in mestnih odborov (OO SDM, MO SDM) in regijskih koordinacij (RK SDM), pri čemer temelji na političnem programu SDS kot tudi na njenem lastnem programu, ki vključuje področja izobraževanja, zaposlovanja, socialne varnosti in zdravstva, organiziranja mladih in mladinske politike, mednarodnega sodelovanja, kulture, športa, okoljevarstva, obrambe. Njihovo delo je orientirano okoli ohranjanja slovenske avtohtone kulture.
Prav tako podmladek organizira izobraževalne seminarje in okrogle mize ter rekreativne, zabavne, kulturne in druge prireditve. Sodeluje z drugimi organizacijami mladih v Evropi in drugod po svetu ter z demokratičnimi organizacijami mladih Slovencev v zamejstvu.
V mednarodnem mladinskem prostoru SDM sicer deluje kot polnopravna članica podmladka Evropske ljudske stranke (YEPP), Demokratične skupnosti mladih Evrope (DEMYC) in Mednarodne demokratične unije mladih (IYDU).

## Rezultati volitev
Na evropskih volitvah 2024 sta Slovenski demokratski mladini pripadli dve mesti na kandidatni listi; na osmem je kandidirala Karin Planinšek, na zadnjem, torej devetem pa Zala Tomašič. Slednja je bila na volitvah z nekaj manj kot 27 tisoč preferenčnimi glasovi izvoljena za evropsko poslanko, s čimer je SDM prvič od obstoja dobila svojega predstavnika v Evropskem parlamentu, Tomašič pa postala najmlajša evroposlanka v zgodovini Slovenije.

## Organizacija

### Vodstvo
- Predsednik: Luka Simonič (19. oktober 2024–danes)
- Podpredsedniki: Karin Planinšek, Gaja Omerzi
- Generalni sekretar: Jan Gajšek
- Mednarodni sekretar: Žiga Ciglarič

### Seznam predsednikov
- Matej Makarovič (1989-1993)
- Denis Sabadin (1993-1995)
- Petra Marolt (1995-1997)
- Anja Bah (1997-2001)
- Damjan Tušar (2001)
- Alenka Jeraj (2001-2006)
- Nikolaj Oblak (2006-2008)
- Gregor Horvatič (2008-2009)
- Klement Perko (2009-2011)
- Andrej Čuš (2011-2015)
- Žan Mahnič (2015-2021)
- Dominik Štrakl (2021-2023)
- Simona Purkat (2023-2024)
- Luka Simonič (2024- )